# Grotte di Lascaux
Le Grotte di Lascaux (in francese Grotte de Lascaux) sono un complesso di caverne nella Francia sud-occidentale. Le grotte si trovano vicino al villaggio di Montignac, nel dipartimento della Dordogna. 
Nel 1979, le grotte di Lascaux sono state inserite nel grande elenco dei Patrimoni dell'umanità dell'UNESCO, con le altre grotte che si trovano nella valle del fiume Vézère.

## Storia
Nelle grotte si trovano esempi di opere di arte parietale risalenti al Paleolitico superiore: molte di queste opere vengono fatte risalire ad una data approssimativa di 17500 anni fa. Il tema più comunemente rappresentato è quello di grandi animali dell'epoca (fra i quali l'uro, oggi estinto), resi con grande ricchezza di particolari. Tra le figure più note ricordiamo il bovino che salta, databile al tardo perigordiano o magdaleniano, presente nella cosiddetta Sala dei Tori.
Il complesso di caverne venne scoperto il 12 settembre 1940 da quattro ragazzi francesi: Marcel Ravidat (1922-1995), Jacques Marsal (1926-1989), Georges Agnel (1924-2012) e Simon Coencas (1927-2020) nella proprietà della famiglia La Rochefoucauld-Montbel: il cane di Marcel Ravidat, il più vecchio tra i ragazzi, era finito per caso in un buco che risultò poi essere uno degli accessi alle grotte. Dopo la fine della seconda guerra mondiale le caverne vennero aperte al turismo di massa, ma nel 1955 l'anidride carbonica prodotta dai 1200 visitatori giornalieri aveva visibilmente danneggiato le pitture. Per questo motivo nel 1963 le caverne vennero chiuse al pubblico e i dipinti vennero restaurati per riportarli al loro stato originale. 
Dal 1998 infestazioni fungine hanno invaso ampie parti del complesso e richiesto interventi straordinari di manutenzione; dal 2008, a seguito del peggioramento della situazione (con una nuova infestazione avviatasi nel 2007) e delle difficoltà per rimuoverne le tracce, le grotte sono state completamente chiuse al pubblico. È stato attivato un comitato scientifico internazionale, finalizzato a studiare le migliori modalità di tutela e ripristino ambientale del complesso. Oggi i dipinti sono monitorati regolarmente, per cercare di evitare il loro ulteriore deterioramento.

## Pitture rupestri
La grotta contiene circa 6000 figure, che possono essere raggruppate in tre categorie principali: animali, figure umane e segni astratti. I dipinti non contengono immagini del paesaggio circostante o della vegetazione del tempo. La maggior parte delle immagini principali sono state dipinte sui muri usando i colori rosso, giallo e nero da un elevato numero di pigmenti minerali, compresi composti di ferro come l'ossido di ferro (ocra), ematite e goethite, così come i pigmenti contenenti manganese.
Oltre 900 possono essere identificati come animali e 605 di questi sono stati identificati con precisione. Di queste immagini, ci sono 364 dipinti di equini e 90 dipinti di cervi. Sono rappresentati anche bovini e bisonti, ciascuno dei quali rappresenta il 4-5% delle immagini. Altre immagini comprendono sette felini, un uccello, un orso, un rinoceronte e un essere umano.

## Lascaux II
Nel 1983 è stata aperta Lascaux II, una replica della grande sala dei tori e della galleria dipinta, situata a circa 200 m dalle grotte originali; Lascaux II dal 2008 è divenuta la meta principale di visita, dopo la chiusura cautelativa del complesso originale. Ad alcuni chilometri da Montignac, nel parco di Le Thot, sono esposte altre riproduzioni dei dipinti delle grotte di Lascaux. Nel settembre 2021 presso la Cité de l'Architecture et du Patrimoine di Parigi ha aperto la mostra virtuale in 3D delle grotte e delle pitture, realizzata dalla Dassault Systèmes.